# Nicolas Ferrand
Pour les articles homonymes, voir Ferrand.
Nicolas Ferrand, né le 26 juin 1972 à Paris, est un haut fonctionnaire français, spécialiste de l'aménagement urbain.

## Biographie
Scolarisé à l'École alsacienne, puis à Louis-le-Grand pour le lycée, il passe par le scoutisme où il est totémisé « Épervier tenace ».
Ancien élève de l'École polytechnique (promotion 1992), de l'École nationale des ponts et chaussées et du Massachusetts Institute of Technology (MIT),, il est conseiller technique auprès de plusieurs ministères,, et devient en janvier 2007 le premier directeur général de l'Établissement public d'aménagement de Saint-Étienne. De janvier 2012 à avril 2014, il est directeur général de l'aménagement urbain de Rennes Métropole puis, d'avril 2014 à novembre 2017 directeur général des Établissements publics d'aménagement de Marne-la-Vallée (Epamarne/Epafrance),.
Le 26 octobre 2017, il est nommé par décret du président de la République préfigurateur de l'établissement public chargé de livrer les ouvrages prévus par les Jeux olympiques d'été de 2024 à Paris : la Société de livraison des ouvrages olympiques (Solideo). Par décret du président de la République en date du 30 décembre 2017, il en devient le directeur général à compter du 1er janvier 2018.
La Solideo, dont le conseil d'administration est présidé par la maire de Paris Anne Hidalgo, est à la fois aménageur et chargée des investissements publics dans le cadre des Jeux Paris 2024. Elle a la responsabilité opérationnelle en termes de programmation, de maîtrise des coûts et des délais, aussi bien, sur les projets dont elle a la maîtrise d'ouvrage directe que sur les projets dont la maîtrise d'ouvrage est confiée à d'autres opérateurs publics ou privés. Elle a également pour ambition de faire des ouvrages olympiques la vitrine de l'excellence française,.
Il est présenté[Par qui ?] comme un des artisans de l'ombre de la réussite des Jeux Olympiques de Paris,.
À compter du 16 septembre 2024, il rejoint Orano pour prendre la direction du programme Aval du futur et y intégrer le comité exécutif.

## Distinctions et honneurs

### Décoration française
- Officier de l'ordre national du Mérite : Nicolas Ferrand est nommé, le 29 janvier 2025, au grade d'officier de l'ordre national du Mérite en tant qu'« ancien directeur général d'une société de livraison d'ouvrages olympiques, directeur d'un programme d'un groupe industriel spécialisé dans les combustibles nucléaires ; 26 ans de services »[26].

### Décoration du Comité international olympique
- Ordre olympique échelon argent (Comité international olympique), le 30 août 2024[27].